# تومازو
تومازو هي مدينة من مدن هايتي. يبلغ عدد سكانها 52,017 نسمة وذلك حسب إحصائيات سنة 2003. يبلغ ارتفاع المدينة عن سطح البحر قرابة 29 متر. تبلغ مساحتها 293.0 كم².

## أعلام
- بروسبر أفريل